# ۸۵ (پیش از میلاد)
۸۵ (پیش از میلاد) ۸۵مین سال قبل از تقویم میلادی است.